# أندروغرافيس بانيكولاتا
أندروغرافيس بانيكولاتا
(بالإنجليزية: Andrographis paniculata)‏ ويعرف باسم ملك المر هو نبات عشبي سنوي من الفصيلة الأقنثية (Acanthaceae)، مسقط رأسه في الهند وسريرلانكا. يزرع على نطاق واسع في جنوب شرق آسيا، حيث يعتقد أنه علاج لبعض الالتهابات الناتجة عن البكتريا أو الفيروسات أو الفطريات وبعض الأمراض.
1. ↑  "Traded Medicinal Plants Database". مؤرشف من الأصل في 2020-10-28. {{استشهاد ويب}}: النص "Andrographis+paniculata+(BURM.F.)WALLICH+EX+NEES." تم تجاهله (مساعدة)